# Cantonul Villeneuve-de-Marsan
Cantonul Villeneuve-de-Marsan este un canton din arondismentul Mont-de-Marsan, departamentul Landes, regiunea Aquitania, Franța.

## Comune
| Comune                 | Populație (1999) | Cod poștal | Cod INSEE |
| ---------------------- | ---------------- | ---------- | --------- |
| Arthez-d'Armagnac      | 135              | 40190      | 40013     |
| Bourdalat              | 215              | 40190      | 40052     |
| Le Frêche              | 393              | 40190      | 40100     |
| Hontanx                | 558              | 40190      | 40127     |
| Lacquy                 | 220              | 40120      | 40137     |
| Montégut               | 71               | 40190      | 40193     |
| Perquie                | 370              | 40190      | 40221     |
| Pujo-le-Plan           | 574              | 40190      | 40238     |
| Saint-Cricq-Villeneuve | 429              | 40190      | 40255     |
| Sainte-Foy             | 221              | 40190      | 40258     |
| Saint-Gein             | 440              | 40190      | 40259     |
| Villeneuve-de-Marsan   | 2 333            | 40190      | 40331     |